# 恐怖の脅迫電話
「恐怖の脅迫電話」(きょうふのきょうはくでんわ、英: The Hostage、ザ・ホステージ)は、アメリカ人の歌手ドナ・サマーの楽曲で、オランダ限定で発売された彼女のデビュー・アルバム『レディ・オブ・ザ・ナイト』(1974年)に収録されている。曲はジョルジオ・モロダーとピート・ベロッテによって書き上げられ、後者はプロデューサーも務めた。1974年にヨーロッパとアジア向けに7インチシングルとして発売された。1975年のアルバム『愛の誘惑』のドイツ盤とフランス盤にも追加収録されている。歌詞の中でサマーは夫を誘拐された妻を演じている。1978年の時点で50万枚を売り上げた。

## チャート成績

### ウィークリー・チャート
| チャート (1974)                 | 最高 位 |
| ------------------------------- | ------- |
| ベルギー (Ultratop 50 Flanders) | 3       |
| ベルギー (Ultratop 50 Wallonia) | 8       |
| オランダ (Dutch Top 40)         | 2       |
| オランダ (Single Top 100)       | 2       |
| フランス (SNEP)                 | 15      |
| スパニッシュ・シングルチャート  | 2       |

### 年間チャート
| チャート (1974)                 | 順位 |
| ------------------------------- | ---- |
| ベルギー (Ultratop 50 Flanders) | 34   |
| オランダ (Dutch Top 40)         | 32   |
| オランダ (Single Top 100)       | 33   |